# Mihai Butean
Mihai Doru Butean (n. 14 septembrie 1996, Cluj-Napoca, România) este un fotbalist român, care joacă pe post de fundaș lateral la Vojvodina în Superliga Sârbă. Pe plan internațional, are prezențe la națională pentru România Sub-21.